# Chikkonahalli, Maddur
Chikkonahalli là một làng thuộc tehsil Maddur, huyện Mandya, bang Karnataka, Ấn Độ.